# Nagrada hrvatskog glumišta za najbolje umjetničko ostvarenje u operi – ženska uloga
Popis dobitnika Nagrade hrvatskog glumišta u kategoriji najboljeg umjetničkog ostvarenja u operi - ženska uloga. Nagrada se dodjeljuje svake dvije godine. 
1994./1995. Ruža Pospiš Baldani

1995./1996. Mirela Toić

1996./1997. Olga Šober

1997./1998. Zlatomir Nikolova

1999./2000. Nelli Manuilenko

2000./2001. Sanja Toth-Špišić

2002./2003. Dubravka Šeparović-Mušović

2004./2005. Ivanka Boljkovac

2006./2007. Valentina Fijačko

2008./2009. Martina Zadro

2010./2011. Vedrana Šimić

2012./2013. Tamara Franetović-Felbinger

2014./2015. Anamarija Knego

2016./2017. Lana Kos

2018./2019. Ivana Lazar

2020./2021. Kristina Kolar

2021./2022. Lana Kos

2023./2024. Diana Haller